# Wilhelm Zirkelbach
Wilhelm Zirkelbach (* 18. August 1911 in Bad Kissingen; † 6. Januar 1997 ebenda) war ein römisch-katholischer Geistlicher und Politiker. Er sorgte 1960 für einen Skandal, der bundesweite Beachtung fand.

## Leben
Zirkelbach war ein streitbarer und engagierter Geistlicher und Politiker. Im Jahr 1935 erhielt er seine Priesterweihe. Von 1936 bis 1938 war er Kaplan in seiner Heimatstadt Bad Kissingen. In dieser Zeit des Nationalsozialismus wurde er „wegen Vereinsarbeit“ von der Polizei verhört, Bücher und Schriften bei ihm beschlagnahmt sowie seine Post und sein Telefon überwacht.
Von 1939 bis 1950 war er Pfarrer der Stephanskirche in Sonneberg (Thüringen). Am 19. September 1945 rief Zirkelbach mit anderen bekannten Bürgern zur Gründung einer Orts- und Kreisgruppe der CDU auf. Am 2. Februar 1949 ging Sonneberg aus der Diözese Würzburg in das neu gegründete Bischöfliche Kommissariat in Meiningen über, deren Prokurator Zirkelbach wurde. Einer seiner Firmlinge und Messdiener in Sonneberg war der spätere Bad Kissinger Stadtpfarrer und Dekan Georg Hirschbrich.
In den Jahren 1950 bis 1960 war er Stadtpfarrer der Pfarrei St. Kilian in Haßfurt und Dekan des Landkapitels. Dort versuchte er, die Kolping-Veranstaltungen in der Faschingszeit mit humoristischen Einlagen lebendiger zu machen, und gründete 1951 einen Faschingsverein, der sich bald „Elf Weise Hasen“ nannte und noch heute besteht. Ostern 1960 feierte Zirkelbach das 25-jährige Jubiläum seiner Priesterweihe.
Zu dieser Zeit war er als Haßfurter Pfarrer und Dekan zugleich CSU-Kreistagsabgeordneter des Landkreises Haßberge. Als Nummer 28 der CSU-Liste war er an zweiter Stelle in den Kreistag gewählt worden. Doch „just zu Pfingsten hatte er sein geistliches Ansehen in den Niederungen der Parteipolitik verlieren müssen“, wie Der Spiegel am 15. Juni 1960 formulierte. Am Ende des Skandals forderte der Bamberger Erzbischof Josef Schneider „dem übereifrigen Seelsorger“ intern sogar eine Rechtfertigung ab. Zirkelbach hatte in Personalunion als katholischer Politiker und Priester alle Prozessionen abgesagt – ausgenommen Fronleichnam und die Bittgänge zugunsten der Land- und Feldwirtschaft – und zeitweise sogar das Läuten der Kirchenglocken unterlassen. Mit diesem Prozessionsverbot wollte der CSU-Abgeordnete gegen jene fünf katholischen Stadträte von SPD und Wählergemeinschaft demonstrieren, die den zum Protestantismus übergetretenen Konvertiten und SPD-Kandidaten Alfons Schwanzar zum Vizebürgermeister der zu 70 Prozent katholischen Stadt gewählt hatten. Zirkelbach begründete sein Verbot und seinen Protest als „seelsorgerische Verantwortung für unsere Kirche“ und schrieb den fünf Stadträten, sie hätten mit ihrer Wahl „auch ihrem Pfarrer und katholischen Seelsorger dieser Gemeinde – von ihnen noch zum Jubiläum geehrt – … einen großen Schmerz bereitet“. Am folgenden Sonntag kritisierte er in drei Messen und sogar im Kindergottesdienst von der Kanzel aus die Wahl Schwanzars: „Wer Konvertiten wählt, braucht keine Prozessionen.“
Wohl als Ergebnis dieses Skandals wurde Zirkelbach versetzt und war von 1961 bis 1982 Stadtpfarrer und Dekan in der Herz-Jesu-Pfarrei in Bad Kissingen, eine der größten Pfarreien der Diözese Würzburg. In diesem Amt legte er am 5. Juni 1967 den Grundstein für den Neubau der katholischen Pfarrkirche St. Burkard in Oerlenbach. Um 1980 war er auch Pfarrverweser in Arnshausen.
Zirkelbach wurde seit den 1980er Jahren mit Monsignore angesprochen.